# チャールズ・スクリブナーズ・サンズ
チャールズ・スクリブナーズ・サンズ（Charles Scribner's Sons）は、アメリカ合衆国の出版社。チャールズ・スクリブナーにより、1846年に創業された。
F・スコット・フィッツジェラルド、アーネスト・ヘミングウェイ、ヘンリー・ジェイムズ、トーマス・ウルフなどの文芸書の出版などで知られる。現在はバーンズ・アンド・ノーブルの傘下にある。

## 歴史
1846年にアイザック・ベイカーとチャールズ・スクリブナーが合同で、ベイカー＆スクリブナーとして立ち上げられた。ベイカーの死後、スクリブナーは現在の屋号に変えた。
1870年、雑誌『スクリブナーズ・マンスリー』(en:Scribner's Monthly)を発刊するために、スクリブナー・アンド・カンパニーが立ち上げられた。
チャールズ・スクリブナーの没後、息子のジョン・ブレイアー・スクリブナーが立ち上げた。
なお、本社社屋は1893年に建てられたニューヨーク市の21番街のワー・フィフス・アベニューにあるスクリブナー・ビルディングだったが、後にミッドタウンの5番街にあるチャールズ・スクリブナーズソンズ・ビルディングに移転した。いずれの社屋はアーネスト・フラッグがボザール様式でデザインしたものである。

## 歴代社長
- チャールズ・スクリブナー (en:Charles Scribner I,1821年–1871年) 在任：1846年から1871年[1]
- ジョン・ブレイアー・スクリブナー（en:John Blair Scribner、1850年–1879年) 在任：1871年から1879年
- チャールズ・スクリブナー2世（en:Charles Scribner II (1854年–1930年) 1879年以降に在任[2]
- アーサー・ハウリー・スクリブナー(en:Arthur Hawley Scribner、1859年–1932年)在任：1900年代
- チャールズ・スクリブナー3世（en:Charles Scribner III 、1890年–1952年) 在任：1932年から1952年
- チャールズ・スクリブナー4世（en:Charles Scribner IV 、1921年–1995年) 在任：1952年から1984年[3][4]